# Chrysothemis semiclausa
Chrysothemis semiclausa là một loài thực vật có hoa trong họ Tai voi. Loài này được (Hanst.) Leeuwenb. mô tả khoa học đầu tiên năm 1958.